# 小川良
小川 良（おがわ りょう）は、日本の小説家。本名非公開。静岡県浜松市出身。
教師業のかたわら歴史小説を執筆。1997年、叢文社より「妖雲大内太平記」を出版。そして1998年幻冬舎文庫本として加筆修正し「妖臣伝」とし出版。
筆名を袴田康子と改名し、2024年集英社から「四郎の城」(キリシタン戦記)を出版。